# İpek Bilgin
Fatma İpek Bilgin (nació el 24 de marzo de 1956 en Estambul) es actriz y directora de teatro, maestra de actores y traductora de obras literarias. Trabajó en el teatro estatal de Ankara.
İpek Bilgin tradujo el libro de Eric Morris y Joan Hotchkis titulado "No acting, Please", y "Fütursuz Oyunculuk Oyunculukta İşçilik Süreci" de Eric Morris al idioma turco.
En 2000, ganó el Premio a la Mejor Actriz en los 48a Premios del Teatro de la Fundación de las Artes.

## Cinematografía
| Cinematografía | Cinematografía     | Cinematografía    | Cinematografía    | Cinematografía    |
| Año            | Título             | Dirección         | Personaje         | Nota              |
| -------------- | ------------------ | ----------------- | ----------------- | ----------------- |
| 2019           | iki hayat bir aşk  | Ali Bilgin        | Madre de Umut     | Actriz de Reparto |
| 2017           | İstanbul Kırmızısı | Ferzan Özpetek    | Güzin             | Actriz de Reparto |
| 2013           | Meryem             | Atalay Taşdiken   | Emine             | Actriz de Reparto |
| 2013           | Kelebegin Rüyasi   | Yılmaz Erdoğan    | Madre de Muzaffer | Actriz de Reparto |
| 2013           | Hükümet Kadin      | Sermiyan Midyat   | Kamuran           | Actriz de Reparto |
| 2012           | Karnaval           | Can Kılcıoğlu     | Gulay             | Actriz de Reparto |
| 2006           | Çinliler Geliyor   | Zeki Ökten        | Leyla             | Actriz de Reparto |
| 2006           | Hokkabaz           | Ali Taner Baltacı |                   | Actriz de Reparto |
| 2005           | Iki Genç Kiz       | Kutluğ Ataman     | Eczaci            | Actriz de Reparto |

## Televisión
| Televisión | Televisión           | Televisión         | Televisión      | Televisión        |
| Año        | Título               | Director           | Personaje       | Nota              |
| ---------- | -------------------- | ------------------ | --------------- | ----------------- |
| 2017-2019  | La Novia de Estambul | Zeynep Günay Tan   | Esma Boran      | Protagonista      |
| 2015       | Analar ve Anneler    | Mehmet Ada Öztekin | Ismet Tinar     | Actriz de Reparto |
| 2014       | Maral                | Deniz Koloş        | Makas Canan     | Actriz de Reparto |
| 2013       | 20 minutos           | Ali Bilgin         | Muavvin Süreyya | Actriz de Reparto |
| 2009-2010  | Ezel                 | Uluç Bayraktar     | Meliha Uçar     | Actriz de Reparto |
| 2007-2008  | Biçak sirti          | Selim Demirdelen   | Rana            | Actriz de Reparto |
| 2005-2006  | Hırsız Polis         | Türkan Derya       | Mahide          | Actriz de Reparto |

## Teatro
| Actriz de Teatro | Actriz de Teatro               | Actriz de Teatro | Actriz de Teatro          |
| Año              | Título                         | Autor            | Teatro                    |
| ---------------- | ------------------------------ | ---------------- | ------------------------- |
| 2014             | Kalp Düğümü                    | David Eldridge   | Craft Tiyatro             |
| 2012             | Uğrak Yeri                     | Philip Ridley    | Craft Tiyatro             |
| 2011             | Festen/Kutlama Dotkoleksiyonda |                  |                           |
| 2009             | Pornografi                     |                  | Tiyatro Dot               |
| 2008             | Vur Yağmala Yeniden            |                  |                           |
| 2007             | Savaş İkinci Perdede Çıkacak   | Oldrich Danek    | İstanbul Devlet Tiyatrosu |
| 2004             | Sıradan Bir Gün                |                  |                           |
| 1998             | Geyikler Lanetler              | Murathan Mungan  | Ankara Devlet Tiyatrosu   |
| 1996             | Gılgameş                       | Zeynep Avcı      | Ankara Devlet Tiyatrosu   |
| 1991             | Çamaşır Hane                   | D. Durvin        | Ankara Devlet Tiyatrosu   |
| 1988             | Sıla (oyun)                    | Horton Foote     | Ankara Devlet Tiyatrosu   |
| 1988             | Buzcu Geliyor                  | Eugene O'Neill   | Ankara Devlet Tiyatrosu   |
| 1988             | Karar Kimin                    | Brian Clark      |                           |

| Directora de teatro | Directora de teatro               | Directora de teatro | Directora de teatro |                             |
| Año                 | Título                            | Autor               | Director            | Teatro                      |
| ------------------- | --------------------------------- | ------------------- | ------------------- | --------------------------- |
| 2005                | Prisioneros de la Segunda Avenida | Neil Simon (1971)   | Ipek Bilgin         | Eskişehir Şehir Tiyatroları |
| 2004                | Penirli Yumurta                   | Ferenc Karınthy     | Ipek Bilgin         | Bursa Devlet Tiyatrosu      |

## Traducción de libros
| Título                                        | Autor                       | Idioma       |
| --------------------------------------------- | --------------------------- | ------------ |
| Rol Yapmayın Lütfen                           | Eric Morris - Joan Hotchkis | Inglés-Turco |
| Fütursuz Oyunculuk Oyunculukta İşçilik Süreci | Eric Morris                 | Inglés-Turco |

## Premios
| Premios | Premios      | Premios | Premios                |          |
| ------- | ------------ | --- | ---------------------- | -------- |
| 2000    | Mejor Actriz | 48a Premios del Teatro | Fundación de las Artes | Ganadora |
| 2019    | HONOR        | 19. Sinema Burada Festivali (enlace roto disponible en Internet Archive; véase el historial, la primera versión y la última). | İZFAŞ                  | Ganadora |
| 2019    | Mejor actriz | 46. Pantene Altın Kelebek 2019-2020                                                                                           | Pantene                | Nominada |